# 鞍迫観音
鞍迫観音（くらはさまかんのん）は、岩手県遠野市宮守町上鱒沢にある寺院。山号は鞍迫山。遠野七観音第四番札所。正式名は「福滝寺」だが、冒頭の通名で知られる。

## 概要
852年（仁寿2年）に開基したのが始まりとされる。本尊は851年（嘉祥4年）円仁（慈覚大師）が一木から7体の十一面観音を彫刻し、遠野の7村へ安置した1体とされる。1659年(万治2年)に観音堂が焼失し、この時観音像の表面が炭化した。

## 文化財

### 観音堂
1670年（寛文10年）再建。木造屋根宝形造。正面8.181メートル、側面8.195メートルの方三間堂。かつて茅葺だったが現在は鉄板葺。向拝、高欄はなく、軒は一軒半垂木。母屋部は円柱2本のみ。1994年（平成6年）9月16日、県から有形文化財指定を受けた。

### 算額
算額は観音堂に、1743年（寛保3年）閏1月に上鱒沢村の宇夫長三郎（幸清）が奉納したものであり、子孫の宇夫氏が神社別当を継承して現在に至っている。
内容は問題2問と附り金銀割であり、第1問は天元術・算木・算盤の問題、第2問は鶴亀算の問題。当該算額は岩手県内においても金ヶ崎八幡神社算額に次ぎ県内2位、現存全国8位という古さである。2017年（平成29年）4月17日、県から有形文化財指定を受けた。

## 交通アクセス
- 釜石線荒谷前駅より徒歩10分
- 釜石自動車道宮守ICより車で7分